# 拟条叶银莲花
拟条叶银莲花（学名：Anemone trullifolia var. holophylla）为毛茛科银莲花属下的一个变种。